# Henk Heithuis

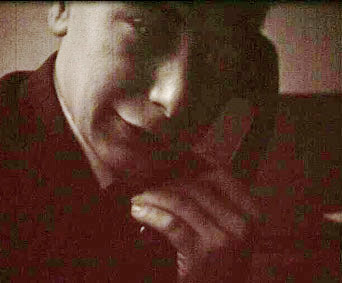
Henk Heithuis

Henk Heithuis (* 1935; † 25. Oktober 1958) war ein niederländischer Schüler eines katholischen Internats, der Opfer von sexuellem Missbrauch geworden war und später kastriert wurde.

## Leben
Henk Heithuis wurde als Scheidungskind geboren und war seit seinem ersten Lebensjahr in südniederländischen Erziehungsheimen untergebracht. In dem von katholischen Mönchen geführten Vincentius-Stift in Harreveld sollte er von 1950 bis 1953 handwerklich ausgebildet werden.

## Missbrauch
Am 30. Januar 1956 erstattete Henk Anzeige gegen die Ordensbrüder des Internats Harreveld. Er warf ihnen vor ihn im Internat Harreveld, in dem er Schüler war, zwischen 1951 und 1953 mehrfach sexuell missbraucht zu haben. Auch im Jahr 1955, bereits nachdem Henk seine Schulzeit beendet hatte, kehrte er an den Wochenenden ins Internat zurück, da seine Familie ihn nicht aufnehmen wollte. An diesen Wochenenden soll es auch sexuelle Handlungen zwischen Ordensbrüdern und Henk gegeben haben.

## Kastration
Infolge der Anzeige wurde Henk vorgeworfen die Mönche verführt zu haben. Daraufhin wurde er in die römisch-katholische Psychiatrie Huize Padua in Noord-Brabant eingewiesen. Er wurde als pervers bezeichnet. Zur „Behandlung“ wurde er kastriert.
Der chirurgische Eingriff fand im St. Joseph-Krankenhaus in Veghel statt. Heithuis war damals 20 Jahre alt und nach damals geltendem niederländischen Recht minderjährig. In der Krankenakte steht, dass Heithuis "eugenisiert" worden sei. Außer Heithuis sollen noch zehn weitere Minderjährige kastriert worden sein.

## Leben nach der Kastration
Henk arbeitete als Matrose. An Bord wurde er gemobbt. Er litt schwer an den psychischen und hormonellen Folgen der Kastration. 1957 meldete er sich beim niederländischen Konsulat im japanischen Kōbe, wo er von Bord gegangen war. Mit Hilfe von IJsbrand Rogge, der damals bei einer niederländischen Bankfiliale in Japan arbeitete, kehrte Heithuis in die Niederlande zurück. Rogges Bruder Cornelius und seine Mutter Thea nahmen ihn in Empfang und kümmerten sich um ihn. Heithuis' Wasser- und Hormonhaushalt waren durch die Kastration aus dem Gleichgewicht gekommen und es ging ihm körperlich und seelisch sehr schlecht. Er begann Hormone gegen die Folgen der Kastration zu nehmen. Henk erzählte IJsbrand Rogge und dessen Bruder Cornelius im Jahr 1957, damals 24 und 27 Jahre alt, über sein Leben als Pflegekind in katholischen Kinderheimen, Internaten und psychiatrischen Einrichtungen. Den Brüdern zeigte Henk einmal seine Genitalverstümmelung; nach Angaben der Brüder war „alles weg“. 1957 erstattete Heithuis erneut Anzeige, dieses Mal wegen der Kastration. Er plante einen juristischen und publizistischen Feldzug gegen die Menschen, die ihm dieses Verbrechen angetan hatten; er hatte die Zeit nach seiner Rückkehr in die Niederlande genutzt, um Pläne gegen die Kirche zu schmieden. Er strebte eine Klage an, um für seine Verstümmelung entschädigt zu werden.
Heithuis starb 1958 wenige Tage nach Einreichung der Klage aufgrund eines Autounfalls. Auf der Autobahn wurde Heithuis’ Auto von einem anderen Auto gerammt, er war sofort tot. Die Polizei beschlagnahmte und vernichtete seinen gesamten persönlichen Besitz und seine Prozessunterlagen noch am Todestag. Heithuis hatte selbst stets von seiner Furcht gesprochen, dass „sie mich wieder zu packen kriegen“.